# Sanceriz
Sanceriz é uma povoação da freguesia de Macedo do Mato, no Município de Bragança, Portugal. Foi vila e sede de freguesia e de concelho até ao início do século XIX. O pequeno município era constituído por uma freguesia e tinha, em 1801, apenas 88 habitantes.